# Ланжероновский спуск
Ланжероновский спуск — улица Одессы, расположена в исторической части города, круто спускаясь от Ланжероновской улицы к морю выходит к Польскому спуску.
На значительном участке представляет собой лестницу (вместе с подпорными стенками построенную в середине XIX века, архитекторы Платон Круг, Каэтано Даллаква)

## История

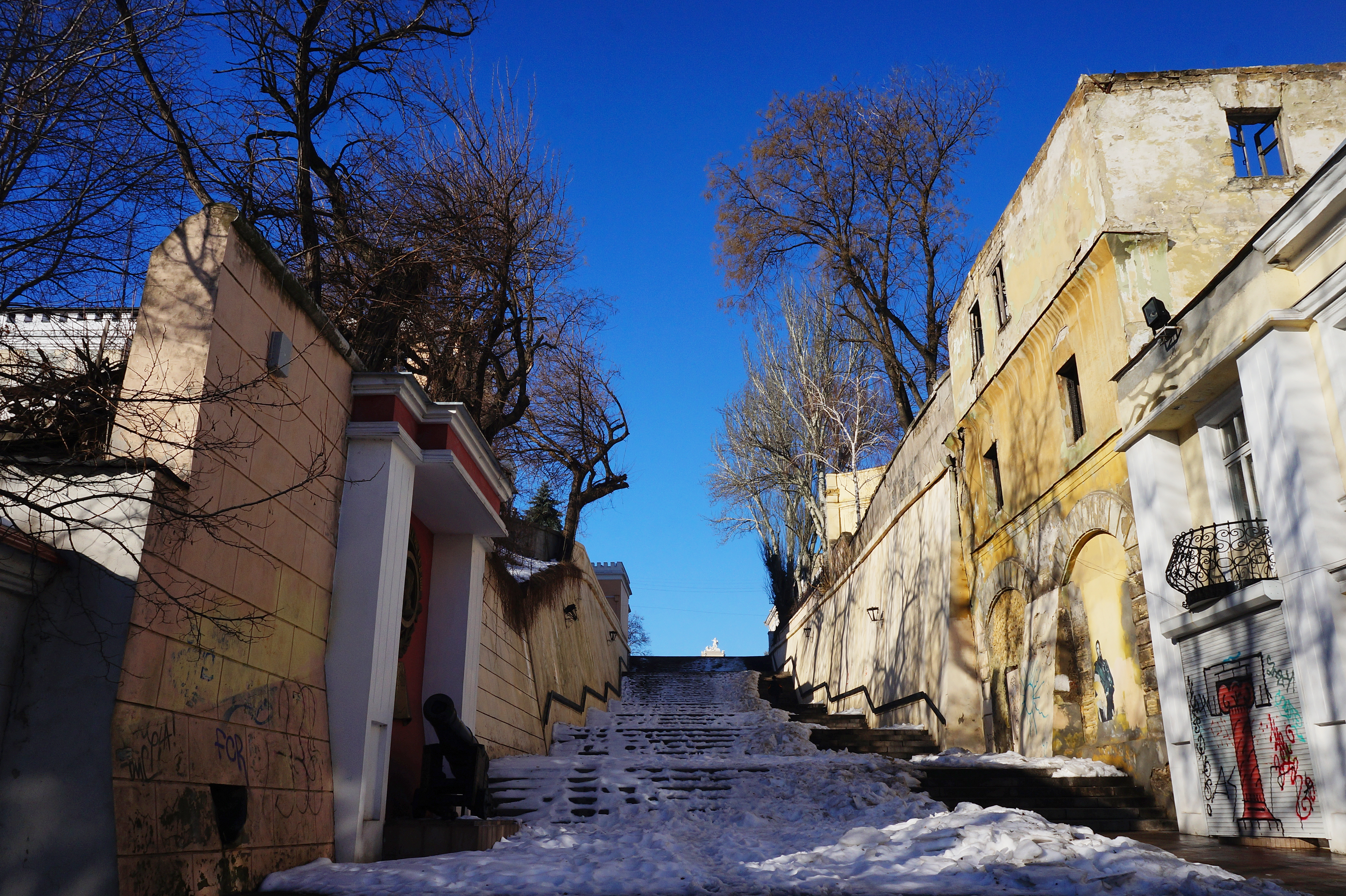
Лестница Ланжероновского спуска. Слева — памятный знак Де Волану

Наименование связано с Ланжероновской улицей, названной в честь одесского градоначальника (1815—1820) Луи де Ланжерона ещё при его жизни (1817).
Д. 1 (бывший дом Жерболини) построен в 1841 году архитектором Ф. К. Боффо.
Так же, как и Ланжероновская улица, в 1920 году спуск сменил название и стал спуском Ласточкина (по фамилии революционера-большевика Ивана Федоровича Смирнова-Ласточкина). Прежнее название вернули в 1991 году.

## Достопримечательности
В доме 2 (построен в середине XIX века архитектором Д. И. Кругом, как лабаз купца К. Папудова), служившем ночлежкой для бездомных, в 1891 году останавливался А. М. Горький, работавший в одесском порту грузчиком (мемориальная доска). Пять лет спустя (1896) здесь же оказался Александр Грин (мемориальная доска). В советские времена здание занимал портовой клуб им. Октябрьской революции. 10 апреля 1990 года в этом здании был основан и к 200-летнему юбилею Одессы открыт Музей одесского торгового порта
Памятный знак Францу-Павлу Де Волану, первооснователю одесского порта.
Предлагается украсить Ланжероновский спуск  настенной живописью

## Улица в искусстве

Памятный знак Де Волану

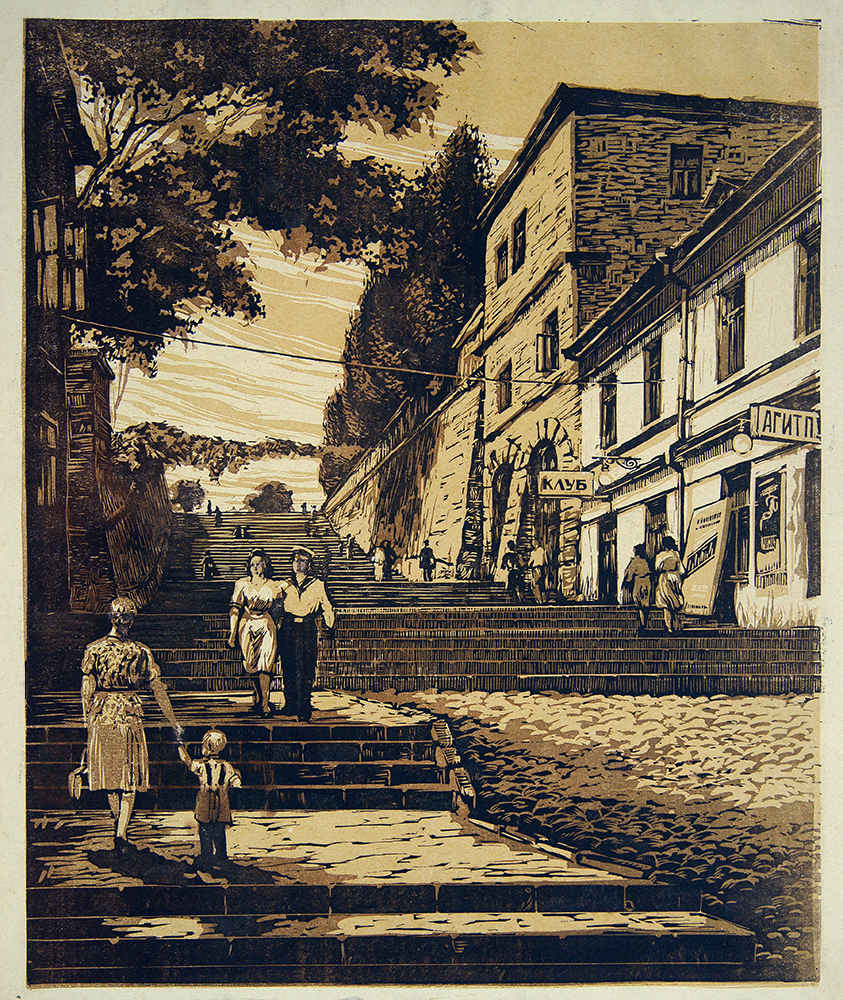
Сергей Рябченко, "Спуск Ласточкина", бумага, цветная линогравюра

- В 1970-х годах советский и украинский художник-график Сергей Рябченко запечатлел улицу в ряде графических произведений под названием "Спуск Ласточкина".
- В 2011—2016 здесь проводились кинопоказы под открытым небом, которые организовывал Одесский международный кинофестиваль. В частности, в июле
- 2012 года здесь состоялась премьера пробного варианта отреставрированной версии культового советского немого фильма «Земля», снятого Александром Довженко ещё в 1930 году
- В фильме «Приморский бульвар» на Ланжероновском спуске ВИА исполняет песню «Бабушки, бабушки»
- Специальный показ фильма «Приморский бульвар» состоялся на Ланжероновском спуске к 25-летнему юбилею фильма[6]